# The Away Days

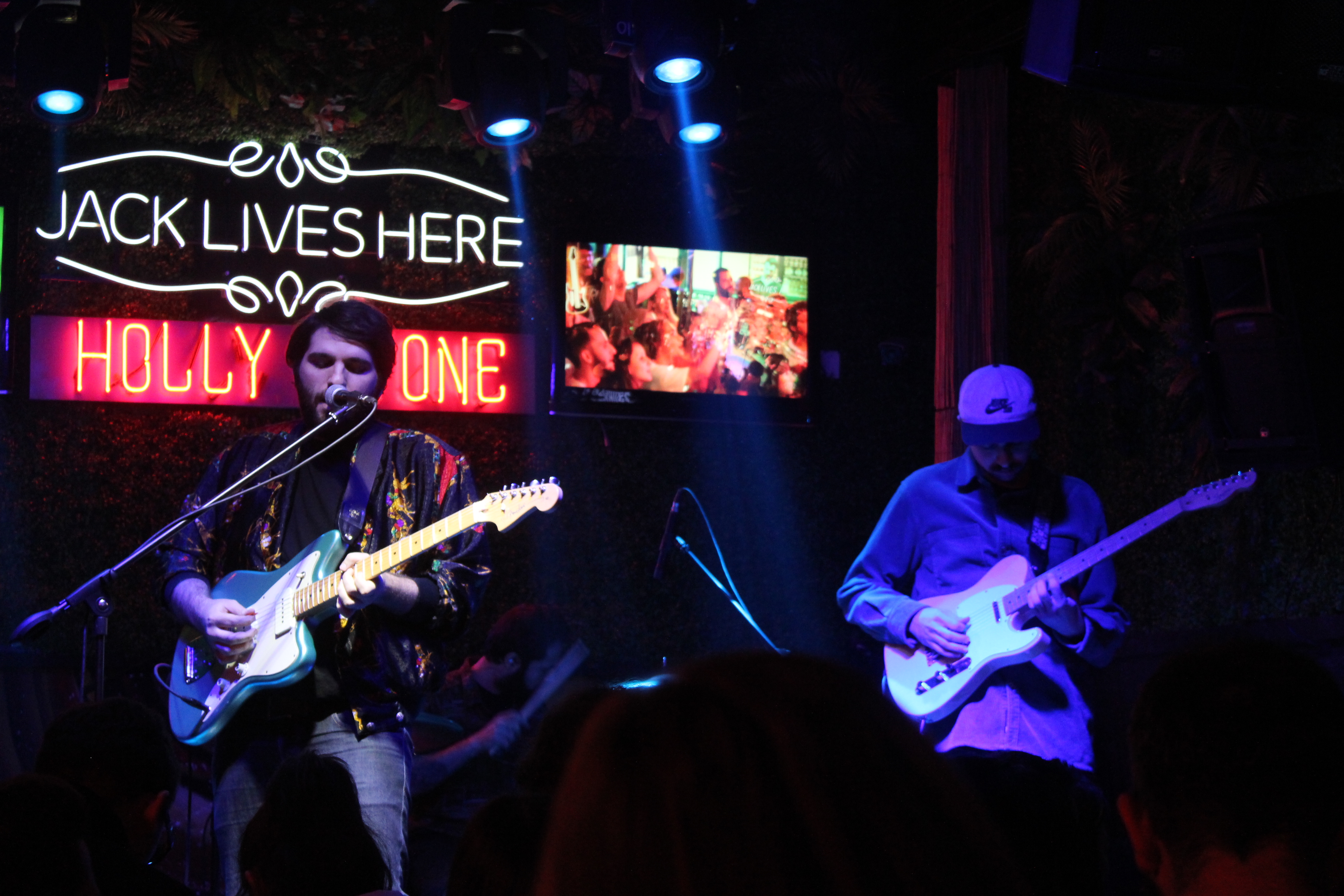
The Away Days, 2022

The Away Days ist eine türkische Indie-Pop-Band, die im Jahr 2012 gegründet wurde.

## Geschichte
Nach zwei veröffentlichten EPs in den Jahren 2012 und 2015, brachte die Band im Jahr 2017 das Debüt-Album Dreamed at Dawn heraus. Daneben folgten zahlreiche Single-Veröffentlichungen.
Zu den bekanntesten Songs gehören Layers, World Horizon und Designed.

## Diskografie

### Alben
- 2017: Dreamed at Dawn

### EPs
- 2012: How Did It All Start
- 2015: This

### Singles
| - 2012: Dressing Room - 2012: Hands - 2012: Dear Blender - 2013: Galaxies - 2014: Sleep Well - 2014: Your Colour - 2014: Paris - 2015: Best Rebellious - 2015: Calm Your Eyes - 2016: World Horizon | - 2016: Places to Go - 2017: Layers - 2017: Making Ends Meet - 2017: White Whale - 2018: You Think You're High - 2019: Designed - 2020: Sadness Will Last Forever - 2021: How Many Times - 2022: Life After Love - 2022: Seninle Sonbahar |

Quelle: